# Џек О’Конел
Џек О’Конел (енгл. Jack O'Connell; 1. август 1990) британски је глумац најпознатији по улогама у телевизијској серији Skins и филмовима Ово је Енглеска, Хари Браун и Еденско језеро.